# Desztillált víz
A desztillált víz desztillációs eljárással nyert ionmentes tiszta víz, mely nem, illetve nagyságrendekkel kisebb mennyiségben tartalmaz ásványi anyagokat, mint a kommunális fogyasztásra használt ivóvizek. A desztillált víztől megkülönböztetendő még a bidesztillált víz (vagy bideszt víz), melyet kétszer desztillálnak át. Keménysége (vagyis Ca és Mg ion koncentrációja) hasonló az ioncserélt vízéhez, amelyet ún. ioncserélő oszlopon meghatározott sebességgel átáramoltatott vízből készítenek. Újabban az ioncserélő eljárásokat a fordított ozmózisos eljárás váltotta fel, az ioncserét inkább csak a vízlágyításban használják. Az ionmentes vizek fontos minőségi jellemzője a vezetőképesség, amelynek S/m (Siemens/méter) a mértékegysége, azonban a gyakorlatban a μS/cm-t használják. A vezetőképesség arányos a víz ásványi anyag tartalmával, amely az elektromos vezetőképességért felelős (az elektromos ellenállás reciproka). A nagy tisztaságú desztillált víz vezetőképessége 5,5 μS/cm, az átlagos ivóvízé 500–1000 μS/cm, míg a tengervízé 52 mS/cm Ez azt jelenti, hogy a tengervíz tízezerszer jobb elektromos vezető, mint a desztillált víz.

## Minőségi jellemzői
A desztillált víz minőségét az ISO 3696:1987, illetve Amerikában az ASTM D1193-91 írja elő. A minőséget illető adatok a villamos vezetőképesség,  a pH, a szerves anyag tartalom, az oldott anyagok, valamint a mikroorganizmusok mennyisége (db/ml) formájában írják elő. A szabvány az MSZ EN ISO 3696:2000 jelzet alatt érhető el.

## Története
Időszámításunk előtt kb. 200 évvel már készítettek desztillált vizet, melyet tengervíz lepárlásával ivóvíz céljára alkalmazták. Arisztotelész "Meteorologiája" (II.3, 358b16) is a desztillációs eljárásra utal.

## Felhasználási terület
- kémiai, biológiai laboratóriumok
- gyógyszeripar
- vegyipar
- analitikai kémia
- savas ólomakkumulátorok
- hűtőfolyadék
- Akvarisztika

## Desztillált víz mint ivóvíz
Egyre elterjedtebbek a kisteljesítményű otthoni elektromos desztilláló készülékek, melyek a csapvízből, kútvízből állítanak elő tökéletesen tiszta desztillált vizet. Az eljárás egyaránt alkalmas a kommunális vízben lévő kellemetlen illatok, esetlegesen előforduló fertőtlenítő szer (klór, fluor) maradványok és egyéb szennyeződések hatékony eltávolítására. A desztilláció a rétegvizekben, kutakban előforduló mérgező ásványi anyagokat (nitrát, arzén), de a biológiai bakteriális, virális szennyeződéseket is tökéletesen eltávolítja. Gyakran a kommunális ivóvíz is tartalmaz alumínium vagy fluorid szennyeződéseket, mely a tisztítási folyamat során kerül a vízbe. A desztilláció minden szennyet eltávolít. Számos országban palackozott formában is árulják szupermarketekben. Egy különleges formája a sarkvidéki jégből felolvasztott palackozott ivóvíz, melynek iontartalma közel van a desztillált vízhez. Tengerparti országokban, ahol nem áll rendelkezésre megfelelő tisztaságú és mennyiségű ivóvíz, tengervíz lepárlásából nyerik az ivóvizet.

## A desztillált víz fogyasztásának egészségügyi vonatkozásai
Élettani szempontól a desztillált víz fogyasztásnak semmilyen káros következménye nincs, mivel a megfelelően vegyes táplálék bőven elegendő mennyiségben tartalmaz ásványi anyagokat (nátrium, kálium, klorid, kalcium, magnézium, vas stb.). Ahol nem áll rendelkezésre biztonságos tiszta ivóvíz, ott a desztillált víz fogyasztása mindenképpen ajánlott. Ugyanakkor meg kell jegyeznünk, hogy a jó minőségű ásványvizekben előforduló sokféle ásványi anyag hozzájárul a napi ásványianyag-szükséglet pótlásához.
Egy epidemiológiai tanulmány szerint az ásványvíz fogyasztás negatívan korrelál a szív és érrendszeri betegségek kialakulásával. Ez azt jelenti, hogy akik ásványvizet fogyasztottak, azok kisebb mértékben betegednek meg, az ionmentes vizet fogyasztókkal szemben.
Tény azonban az is, hogy a rossz minőségű, kémiai vagy biológiai szennyeződést tartalmazó ivóvíz egészségügyi kockázata nagyságrendekkel felülmúlja az ásványvíz desztillált vízzel szembeni csekély pozitív hatását.

## Esővíz
A tisztán gyűjtött és kezelt esővíz összetétele áll a legközelebb a desztillált vízhez, mely gyakorlatilag egy természetes desztilláción esik át. A légköri szennyezettségétől függően az esővíz tartalmaz kisebb nagyobb mennyiségben szennyeződéseket, de a desztillált vízhez hasonlóan erősen redukált az ásványi anyag mennyisége. Az összegyűjtött esővíz általában biológiai szennyeződések miatt nem alkalmas emberi fogyasztásra.